# افت فشار
افت فشار در فیزیک و علوم مهندسی به اختلاف فشار بین دو نقطه از مسیر حرکت سیال گفته می‌شود که در اثر نیروهای مقاوم مانند اصطکاک ایجاد می‌شود. این افت فشار را نباید با افت فشار خون اشتباه گرفت. افت فشار خون یا همان هیپوتانسیون، وضعیتی است که فشار خون افراد به میزان کمتر از حد طبیعی خود (حدود ۹۰/۶۰ میلیمتر جیوه) می‌رسد. ولی فشاری که در این صفخه هستو معنای فیزیکی دارد. برای دیدن فشار خونو می توانید به این لینک بروید: فشار خون پایین